# Václav Laurin
Václav Laurin, född 1865, död 1930, var en mekaniker, bilbyggare och cykelentusiast från Mladá Boleslav i nuvarande Tjeckien. På  1890-talet började han tillsammans med Vaclav Klement att tillverka cyklar under namnet Slavia. Efter en lyckad försäljning startade de företaget Laurin & Klement, nuvarande Škoda.